# Ordre de la Victoire
Pour un article plus général, voir Titres honorifiques, ordres, décorations et médailles de l'Union soviétique.
| Ordre de la Victoire Орден «Победа» |
| ----------------------------------- |
| Plaque                              |
| Ruban                               |

L'ordre de la Victoire (en russe : Орден «Победа») est l'un des plus prestigieux ordres militaires de l'URSS. 

## Description
Il a été fondé le 8 novembre 1943 et était destiné uniquement aux chefs militaires victorieux ayant changé favorablement le cours du front de l'est durant la Seconde Guerre mondiale, un théâtre des opérations surnommé en URSS la grande guerre patriotique. 

## Décoration
Il se présentait sous la forme d'une étoile en platine ornée de diamants et de rubis avec en son centre un médaillon en or représentant le Kremlin.

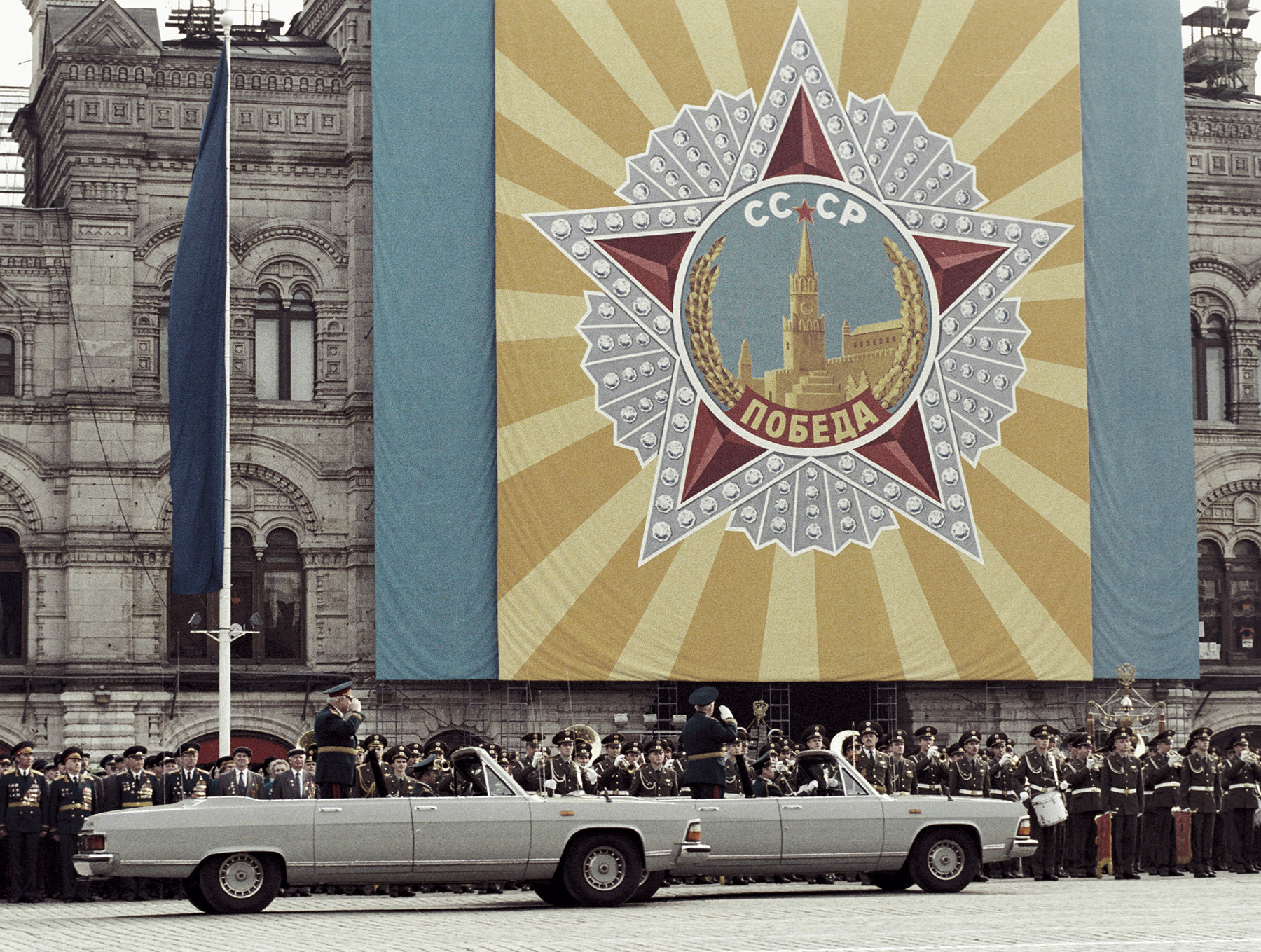
Panneau affichant l'ordre de la victoire lors de la parade de la Victoire du 9 mai 1995.

## Attributions
Il a été décerné uniquement 20 fois et à 17 personnes, entre 1943 et 1945 :
- au maréchal Joukov (2 fois)
- à Staline (2 fois)
- au maréchal Vassilievski (2 fois)
- au maréchal Rokossovski
- au maréchal Koniev
- au maréchal Tolboukhine
- au maréchal Malinovski
- au maréchal Govorov
- au maréchal Timochenko
- au maréchal Meretskov
- au général Antonov
- au général américain Eisenhower
- au maréchal anglais Montgomery
- au roi de Roumanie Michel Ier
- au maréchal polonais Michał Rola-Żymierski
- au maréchal yougoslave Tito

Brejnev se l'est fait attribuer en 1978, il semblerait que cette attribution résulte de sa demande personnelle, quand bien même, il était seulement commissaire politique et son grade maximum étant lieutenant général. La distinction fut considérée comme disproportionnée au regard de sa participation militaire. Sous la pression des vétérans de guerre, Gorbatchev annula cette attribution en 1989,,.